# МТ-ЛБ
МТ-ЛБ (многоцелевой транспортёр-тягач лёгкий бронированный, «Объект 6», «мотолыга», «мотолаба») — советская боевая машина многоцелевого назначения.
Многоцелевой транспортёр создан для транспортировки (перевозки) людей и грузов, также широко используется в роли артиллерийского тягача.

## История
Лёгкий многоцелевой гусеничный транспортёр-тягач МТ-Л и МТ-ЛБ принят на вооружение ВС Союза ССР в 1964 году постановлением Совета Министров СССР № 1030—401, выпускался на Харьковском тракторном заводе имени Серго Орджоникидзе.
МТ-Л был выпущен небольшой партией, так как ХТЗ не мог параллельно выпускать две машины. В настоящее время в России МТ-ЛБ производится на ОАО «Муромтепловоз», Рубцовском филиале ОАО НПК «Уралвагонзавод» имени Ф. Э. Дзержинского.
МТ-ЛБ применялся советскими войсками в Афганской войне, а после распада Союза ССР использовался практически во всех крупных вооружённых конфликтах на постсоветском пространстве.
В значительных количествах МТ-ЛБ также поставлялся союзникам СССР и нейтральным странам, использовался в ряде региональных конфликтов.
Использовался как база для ряда машин специального назначения, а шасси бронетранспортёра использовалось для гражданских вездеходов. Хотя с середины 80-х гг. и сам МТ-ЛБ в варианте без башни и пулемётного вооружения с успехом использовался в народном хозяйстве в условиях Крайнего Севера как вездеход.
В настоящее время на рынке востребованы различные модификации гражданских снегоболотоходов на базе МТ-ЛБ: в частности, ряд моделей, производимых Иркутским заводом гусеничной техники. Данный завод находится в Реестре производителей промышленной продукции МИНПРОМТОРГ России, при этом является одним из немногих производителей, чья продукция, входит в Реестр промышленной продукции, произведённой на территории РФ. Также вездеходы на базе демилитаризованного МТ-ЛБ под собственным названием МСГ с выдачей нового паспорта самоходной машины (ПСМ) выпускает производственная компания «Гиртек», изготавливая вездеход с «нуля» либо выполняя его глубокую модернизацию и адаптацию под различные задачи. 
Гусеничные вездеходы снегоболотоходы СГТ-31 аналог МТ-ЛБ выпускает ООО "Тюменьспецтех", зарегистрированный в Реестре производителей промышленной продукции МИНПРОМТОРГ.
В Уральском федеральном округе освоен выпуск гражданских модификаций гусеничных вездеходов на базе МТ-ЛБ на предприятии  Уральский завод гусеничных тягачей. Различные модификации гусеничных вездеходов УЗГТ и ТГМ-2 находят применение в народном хозяйстве обеспечивая произведение работ в условиях бездорожья.
МТ-ЛБ имеет в войсках прозвища «мотолыга» («маталыга»), «мотолаба», «эмтээлбэшка».
После распада СССР производственная база МТ-ЛБ осталась на территории Украины.
На шасси этой машины Харьковским тракторным заводом разработан и выпускается гражданский вездеход ХТЗ-3Н.

## Опыт боевого применения
В среде военных, имеющих косвенное представление об этой машине, бытует мнение о ней как о машине низкоскоростной, слабозащищённой, со слабой огневой мощью.
Такой подход к МТ-ЛБ основан на сравнительном анализе этой боевой машины с БМП и БТР.
Ошибочно негативная оценка МТ-ЛБ имеет корни в сравнении его характеристик как боевой машины пехоты.
Не принимается во внимание тот факт, что МТ-ЛБ с одной стороны и БМП/БТР с другой стороны — это совершенно разные классы военной техники.
В отличие от БМП, БТР, БМД, при проектировании МТ-ЛБ не ставилось задачи создать боевую машину поддержки пехоты.
Он изначально проектировался как вездеход для транспортировки грузов, тягач для буксирования артиллерийских орудий, шасси для монтирования различных устройств, а также — как санитарная машина.
С учётом предъявленных требований, лёгкая броня и пулемёт Калашникова рассматриваются не как недостаток, а как достоинство. Фактически, в отличие от обычного армейского грузовика, функции которого он выполняет, МТ-ЛБ имеет гусеничный ход, что повышает его проходимость, противопульную броню и пулемётное вооружение.
Тягач не предназначен для использования в наступательных целях. Пулемётное вооружение он имеет исключительно для собственной обороны.
Опыт Афганской войны показал, что, помимо своего прямого назначения, МТ-ЛБ мог в случае необходимости эффективно защитить пулемётным огнём не только себя, но и орудийные расчёты, за которыми машина была закреплена как тягач.

## Модификации
Модификации на вооружении ВС РФ

### Советские и российские
- МТ-ЛБ (Объект 6) — базовый вариант.
  - МТ-ЛБВ — снегоболотоходный вариант. Модификация имеет более широкие траки и пониженное удельное давление на грунт (около 0,27 кгс/см²). Предназначена для северных регионов.
  - СГТ-31 - гусеничный снегоболотоход, имеет различные виды комплектаций (пассажирский, грузопассажирский, лесопожарный и другие), производится заводом ООО "Тюменьспецтех" на протяжении 20 лет.
  - УСМ-30 «Карандаш» — универсальная снегоболотоходная грузовая машина для гражданского сектора, имеется несколько модификаций, отличающихся конструкцией кабины и наличием дополнительного оборудования[5].
    - УСМ-31 «Карандаш» — пассажирский снегоболотоход.
    - УСМ-32 «Карандаш» — транспортный снегоболотоход.
    - УСМ-35 «Карандаш» — гидроподъёмник на шасси снегоболотоход.
    - УСМ-36 «Карандаш» — снегоболотоход с КМУ.
    - УСМ-38 «Карандаш» — пожарный снегоболотоход.
    - УСМ-39 «Карандаш» — снегоболотоходный бульдозер.

  - УСМ-40 «Аргус» — универсальная снегоболотоходная машина для гражданского сектора, с высокой кабиной, имеется несколько модификаций, отличающихся конструкцией кабины и наличием дополнительного оборудования[6].
    - УСМ-41 «Аргус» — пассажирский снегоболотоход.
    - УСМ-42 «Аргус» — транспортный снегоболотоход.
    - УСМ-49 «Аргус» — снегоболотоходный бульдозер.

  - ТГ-126-02 «Базовая» — снегоболотоход на базе МТ-ЛБ. Усовершенствованы ходовая и эксплуатационная устойчивость. Трансмиссии и подвески собственного производства ООО «Иркутский Завод Гусеничной Техники». Произведена глубокая модернизация корпуса, установлены крепкие рифленые крылья по периметру для защиты от деформаций.[7]
  - ТГ-126-04 «Головастик» — лесной гусеничный тягач, построенный на основе чертежей МТ-ЛБ. Имеет несколько гражданских модификаций. Широко применяется в лесопожаротушении, геологоразведке, освоении территорий крайнего севера. Изготовитель ООО «Иркутский Завод Гусеничной Техники».[8]
  - ТГ-126-05 «Командирская» — снегоболотоход для гражданского сектора. Отличается повышенным уровнем комфорта и повышенной износостойкостью основных элементов ходовой части. Имеет широкое применение в лесопожаротушении, геологоразведке, освоении территорий крайнего севера.[9]
  - ТГ-126-06 «Улитка» — снегоболотоход на основе чертежей МТ-ЛБ. Способен перевозить до 10 пассажиров или 4,5 тонны груза (2 тонны на крыше). Развиваемая скорость — 61,5 км/ч.[10]
  - ТГ-126-07 «Брабус» — снегоболотоход, построенный на основе чертежей МТ-ЛБ. Так же исполнен в нескольких гражданских модификациях. Наиболее широкое распространение получил среди организаций ориентирующихся на перевозку людей в условиях бездорожья, так как имеет высокий уровень комфорта для пассажиров.[11]
  - ТГ-126-09 «Линкор» — многоцелевой грузопассажирский снегоболотоход с двигателем ЯМЗ-238БЛ. Усиленная ходовая часть даёт возможность перевозки грузов до 6,5 тонн. Изготовитель ООО «Иркутский Завод Гусеничной Техники»[12]
  - ТГ-126-09 УРБ 2А2 — снегоболотоход для гражданского сектора. Отличается повышенным уровнем комфорта и повышенной износостойкостью основных элементов ходовой части. Имеет широкое применение среди геологов и добытчиков, так как на шасси установлена буровая гидромеханизированная установка. Изготовитель ООО «Иркутский Завод Гусеничной Техники»
    - МТ-ЛБВ-Н — многоцелевой транспортёр-тягач, адаптированный для эксплуатации в народном хозяйстве.
      - МТ-ЛБВ-НС «Алтай» — многоцелевой транспортёр-тягач, адаптированный для эксплуатации в народном хозяйстве.

    - МТ-ЛБВМ — версия с установкой 12,7-мм зенитного пулемёта НСВТ, вместо башенной установки ТКБ-01-1.
    - МТ-ЛБВМК — версия с установкой 12,7-мм зенитного пулемёта «Корд». Двигатель ЯМЗ-238ВМ, мощностью 240 л. с..
      - МТ-ЛБВМ1К — модификация, приспособленная для работы на высокогорье, с установкой нового двигателя ЯМЗ-238БЛ-1, мощностью 310 л. с., новой радиостанцией и новым отопителем.

  - МТ-ЛБМ (Объект 6М) — современная модификация, разработана в ОАО «Муромтепловоз».
    - Объект 6МА — вариант МТ-ЛБМ с башенной установкой, соответствующей бронетранспортёру БТР-80.
      - Объект 6МА1 — модернизация «Объекта 6МА» с дополнительной установкой 30-мм автоматического гранатомёта АГС-17 «Пламя».
      - Объект 6МА2 — модернизация «Объекта 6МА» с установкой 23-мм автоматической пушки 2А14 вместо пулемёта КПВТ.
      - Объект 6МА3 — модернизация «Объекта 6МА» с установкой 4 пусковых установок ПТУР 9М133 «Корнет», 7,62-мм пулемёта ПКТМ и 30-мм автоматического гранатомёта АГС-30 «Атлант».
      - Объект 6МА4 — модернизация «Объекта 6МА1» с установкой 23-мм автоматической пушки 2А14 вместо пулемёта КПВТ.

    - Объект 6МБ — вариант МТ-ЛБМ с модулем МБ2, включающий в себя 30-мм пушку 2А72.
      - Объект 6МБ2 — модернизация «Объекта 6МБ» с дополнительной установкой 30-мм автоматического гранатомёта АГС-17 «Пламя».

    - Объект 6МБ3 — вариант МТ-ЛБМ с установкой 23-мм авиационной пушки ГШ-23в, 12,7-мм зенитного пулемёта «Корд» и 30-мм автоматического гранатомёта АГС-30 «Атлант».
    - Объект 6МБ4 — вариант МТ-ЛБМ с установкой 30-мм авиационной пушки ГШ-30к, 12,7-мм зенитного пулемёта «Корд» и 30-мм автоматического гранатомёта АГС-30 «Атлант».
    - МТ-ЛБМ1 (Объект 6М1) — модификация МТ-ЛБ с установкой нового двигателя ЯМЗ-238БЛ-1, мощностью 300—310 л. с., механической трансмиссии с гидрообъёмным механизмом управления поворотом.
      - МТ-ЛБМ1А7 — вариант с башенной установкой, соответствующей бронетранспортёру БТР-80, с установкой 7,62-мм пулемёта ПКТМ, 12,7-мм зенитного пулемёта «Корд», 30-мм автоматического гранатомёта АГС-17 «Пламя» и установлена система 902В для постановки дымовых завес.
      - МТ-ЛБМ1Б2 — модификация МТ-ЛБМ1 с идентичным вооружением «Объекта 6МБ2».

    - МТ-ЛБМ2 (Объект 6М2) — модификация МТ-ЛБ от «Курганмашзавода» с установкой нового двигателя и трансмиссии.

  - МТ-ЛБ-ЛПТ — лесопожарный трактор. Производитель — ОАО «Муромтепловоз».
  - КТМ-10 — снегоболотоход для инженерных войск вооружённых сил РФ.
  - УБШМ-1-20 — буровая шнековая малогабаритная установка

### Украинские
- МТ-ЛБР6 — бронетранспортёр на шасси МТ-ЛБ. Производитель — Харьковский тракторный завод. Установлены новый дизельный двигатель, новая одноместная башня (30-мм автоматическая пушка ЗТМ-1 со спаренным 7,62-мм пулемётом КТ-7,62, дымовые гранатомёты системы 902Б «Туча»). Защищённость экипажа усилена за счёт разнесённого бронирования и кевларового подбоя, ходовая часть прикрыта противокумулятивными экранами. Изготовлен 1 опытный[13].
- МТ-ЛБР7 — БМП на шасси МТ-ЛБ с боевым модулем БМ-3 «Штурм»[14]. Вооружение: 30-мм автоматическая пушка ЗТМ-1, спаренный с ней 7,62-мм пулемёт КТ-7,62, две пусковые установки ПТУР 9М114М «Конкурс-М», 30-мм автоматический гранатомёт, дымовые гранатомёты. Защищённость экипажа усилена за счёт разнесённого бронирования и кевларового подбоя. Производитель — Харьковский тракторный завод имени Серго Орджоникидзе.
- МТ-ЛБМШ — БМП на шасси МТ-ЛБ с боевым модулем «Шквал»[15]. Вооружение: 30-мм автоматическая пушка ЗТМ-1, спаренный с ней 7,62-мм пулемёт КТ-7,62, две противотанковые управляемые ракеты (ПТРК) «Барьер», 30-мм автоматический гранатомёт, дымовые гранатомёты. Сделано 26 для Мьянмы.
- «Положение-2» — разведывательный автоматизированный звукометрический акустический комплекс «Положение-2» производства СКБ «Молния» был разработан в 1995—2012 годах и в феврале 2013 года принят на вооружение украинской армии. В апреле 2013 года был изготовлен один демонстрационный образец на шасси МТ-ЛБ[16][17]
- МТ-ЛБ-Т-23-2 — МТ-ЛБ с ЗУ-23, оснащённой бронещитом и новым прицелом[18] — вариант модернизации, предложенный ООО НПК «Техноимпекс» (демонстрационный образец был представлен 21 сентября 2015 на выставке «Оружие и безопасность-2015»[19])
- 80-мм РСЗО на базе МТ-ЛБ
- МТ-ЛБ С — украинская бронированная медицинская машина на базе МТ-ЛБ

### Польские
- MT-LB — модификация с установкой 12,7-мм пулемёта ДШКМ.

### Шведские
- Pbv 401 — модификация с установкой 7,62-мм пулемёта Ksp 58 или Ksp 95.
  - Pvrbbv 452 — истребитель танков, оснащенный ПТУР Robotsystem 56 «BILL» (RBS56)[20].
  - Bärgningsbandvagn 4012 — МТП-ЛБ, экипаж из командира, водителя и трёх членов ремонтной бригады. Буксировочное оборудование состояло из крана (максимальная нагрузка 1500 кг), а также лебедки (прочность на растяжение 50 кН и длина троса 80 м) с возможностью тяги в 4 стороны. Ремонтное оборудование состояло из всевозможных инструментов, газовой и электрической сварки, а также сжатого воздуха[20].
    - Bärgningsbandvagn 4012A
    - Санитарно-эвакуационная машина Sjukvårdstransportpansarbandvagn 4024Bärgningsbandvagn 4012B
    - Bärgningsbandvagn 4012CH

  - Stridsledningspansarbandvagn — командирский вариант[20].
    - Stridsledningspansarbandvagn 4011A — командирский вариант для командования на уровне батальона[20].
    - Stridsledningspansarbandvagn 4011B — командирский вариант для командования на уровне батальона[20].
    - Stridsledningspansarbandvagn 4015 — командирский вариант для командования на уровне роты[20].

  - Radiolänkpansarbandvagn 4014/T — сигнальная машина[20].
  - Luftvärnsrobotbandvagn 4016 — зенитная ракетная машина, оснащенная ЗРК Robotsystem 70 «Rayrider» (RBS70)[20].
  - Pansarbandvagn 4020CH — МТ-ЛБу[20].
    - Stridsledningspansarbandvagn 4021B
    - Jukvårdstransportpansarbandvagn 4024
    - Sjuktransportpansarbandvagn 4024 — санитарно-эвакуационная машина для перевозки четырёх носилок с ранеными. Задняя дверь была увеличена, чтобы облегчить переноску носилок[20].

### Казахстанские
- «Айбат» — самоходный миномёт казахстанского производства, разработанный израильской фирмой «Солтам». Представляет собой МТ-ЛБ, вооружённый модернизированным советским миномётом 2Б11.

### Азербайджанские
- MTLB-AM Азербайджанская модернизация МТ-ЛБ в машину огневой поддержки, именуемую MTLB-AM. Машина оснащена, помимо стандартной башенки с 7,62-мм пулемётом ПКТ, также башней с 15-зарядной пусковой установкой 57-мм неуправляемых ракет (авиационных НАР серии С-5), 30-мм автоматическим гранатомётом АГ-17 и 7,62-мм пулемётом ПКТ.

## Машины на базе
Пожарная машина МТ-ЛБу-ГПМ-10

### Советские и российские
- МТП-ЛБ — машина технической помощи. Башенная установка с пулемётом отсутствуют, на крыше установлена грузовая платформа.
- МТП-А6 — машина технической помощи.[21]
- МТ-ЛБу (Объект 10) — удлинённая версия, шасси имеет 7 катков с каждой стороны.
- Объект 26 — шасси 122 мм самоходной гаубицы 2С1 «Гвоздика».
- 1РЛ232 «Леопард» — советская станция наземной артиллерийской разведки СНАР-10.
- 2С24 — самоходное шасси миномётного комплекса 2К32 «Дева».
- 9А34 — боевая машина ЗРК 9К35 «Стрела-10СВ» (вариант без радиопеленгатора).
- 9А35 — боевая машина ЗРК 9К35 «Стрела-10СВ» (вариант с радиопеленгатором).
- 9П149 — боевая машина ПТРК 9К114 «Штурм-С».
- К-611 — машина радиационной разведки.
- К-612 — машина радиационной разведки.
- АЗМ — российская аэротранспортабельная землеройная машина.
- УДЗМ — российская универсальная дорожно-землеройная машина.
- РХМ «Кашалот» — советская разведывательная химическая машина.
- РПМ — радиационно-поисковая машина.
- 2К21-2 — самоходный миномёт с установкой 82-мм миномёта 2Б14 «Поднос» и 12,7-мм зенитного пулемёта «Корд».
- 2К32 «Дева» — самоходный миномёт с установкой 82-мм миномёта 2Б24.

### Белорусские
- МТ-ЛБ «Спасатель» — медицинская машина переднего края на базе МТ-ЛБ, созданная специалистами 228-й базы резерва автомобилей (демонстрационный образец представлен на военном параде в 2017 году)[22].

### Казахстанские
- AMTE - бронированная медицинская машина на базе МТ-ЛБ, представленная на Kadex-2018
- МТ-ЛБ Aselan-IGLA - установка на шасии МТ-ЛБ турецкого зенитного ракетного модуля Aselsan IGLA с ракетами советского переносного ЗРК "Игла-1". Представлен на Kadex-2018.

### Болгарские
- МТ-ЛБ АТ-И — гусеничный минный заградитель
- МТ-ЛБ МРХР — машина радиохимической разведки
- MT-LB SE — бронированная медицинская машина
- МТ-ЛБ ТМХ — самоходный миномёт с 82-мм миномётом М-37М
- БМП-23 — боевая машина пехоты, вооружённая 23-мм автоматической пушки 2А14 и ПТРК 9К11 «Малютка». В конструкции ходовой части используются элементы МТ-ЛБ и 122-мм самоходной гаубицы 2С1 «Гвоздика»
- БРМ «Сова» — боевая разведывательная машина. Имеет три варианта исполнения:
  - «Сова-1» — с радиостанцией Р-130М и телескопической мачтой
  - «Сова-2» — с радиостанцией Р-143
  - «Сова-3» — с РЛС наземной разведки 1РЛ133 переносной станции наблюдения и разведки ПСНР-5 «Кредо»
- КШМ-Р-81 «Дельфин» — командно-штабная машина
- «Тунджа» — самоходный миномёт с установкой 120-мм миномёта М-120
- «Тунджа-Сани» — самоходный миномёт с установкой 120-мм миномёта 2Б11
- Р-80 — станция наземной артиллерийской разведки
- МТ-ЛБ М1

### Польские
- TRI — инженерная разведывательная машина
- ISM «Kroton» — миноукладчик на базе МТ-ЛБ производства «Huta Stalowa Wola S.A.»[23]
- WEM Lotos — бронированная медицинская машина
- WPT Mors — машина технической помощи
- R-137T — передвижная радиостанция
  - ZWD-1 «Irys» — командный пункт автоматизированного комплекса «Irys».
- WDSz — командно-штабная машина артиллерийского дивизиона[24]
- MT-LB-23M «Krak» — зенитная самоходная установка, вооружённая 23-мм зенитными автоматами (в серийное производство не запущен).
- «Przebiśnieg» — комплекс РЭБ, состоит из трёх машин:
  - SZ — станция радиопомех;
  - SR — станция распознавания;
  - WD krel — командный пункт
- «Opal-I»/«Opal-II» — модернизация МТ-ЛБ с изменением корпуса, водомётов, установкой нового двигателя SW680/167/1 и башенки с 12,7-мм зенитным пулемётом НСВТ[25] (не пошёл в серию)
- BWO-40 — боевая машина пехоты с 40-мм орудием Bofors, в начале 1990х годов построен один прототип

### Украинские
- ХТЗ-3Н — демилитаризованный МТ-ЛБ. Транспортная гусеничная снегоболотоходная машина, предназначенная для выполнения транспортных и других специальных работ в условиях бездорожья и в труднодоступных районах[26]. Производитель — Харьковский тракторный завод имени Серго Орджоникидзе.
- ТГМ-126 — транспортная гусеничная машина на шасси МТ-ЛБ[27]. Производитель — Харьковский автомобильный ремонтный завод.
- БМП «Тур» разрабатывается частной украинской компанией «Корт»[28].

## Операторы

### Современные
- Азербайджан — 336 МТ-ЛБ, по состоянию на 2024 год[29]
- Ангола — 31 МТ-ЛБ, по состоянию на 2024 год[29]
- Армения — 20 МТ-ЛБ, по состоянию на 2024 год[29]
- Бангладеш — 134 МТ-ЛБ, по состоянию на 2024 год[29]
- Белоруссия:
  - Сухопутные войска Республики Беларусь — 58 МТ-ЛБ, по состоянию на 2024 год[29]
  - Войска коллективной обороны — 20 единиц МТ-ЛБ, по состоянию на 2024 год[29]

- Болгария — 100 МТ-ЛБ по состоянию на 2024 год[29]
- Грузия — 66 МТ-ЛБ, по состоянию на 2024 год[29]
- ДР Конго — 6 единиц, по состоянию на 2024 год[29]
- Ирак — около 400 МТ-ЛБ, по состоянию на 2024 год[29]
- Казахстан — 50 МТ-ЛБ, по состоянию на 2024 год[29]
- Северная Македония — 10 МТ-ЛБ по состоянию на 2024 год[29]
- Молдавия — 52 единиц МТ-ЛБ и его модификаций, по состоянию на 2024 год[29]
- Мьянма — 26 МТ-ЛБМШ, по состоянию на 2024 год[29]
- Нигерия — 65 МТ-ЛБ, по состоянию на 2024 год[29]
- Россия:
  - Сухопутные войска Российской Федерации — 2500 МТ-ЛБ/-ЛБМВК на вооружении и 1000 МТ-ЛБ на хранении по состоянию на 2024 год[29]
  - Морская пехота России — 250 МТ-ЛБ по состоянию на 2024[29]

- Украина — 125 МТ-ЛБ по состоянию на 2024 год[29]
- Уругвай — 3 МТ-ЛБ (используются под обозначением М-93), по состоянию на 2024 год[29]

- Финляндия — 320 МТ-ЛБу/МТ-ЛБВ по состоянию на 2024 год[29]

### Бывшие
- Венгрия

- ГДР - на вооружении ННА ГДР
- Германия
- Литва — 8 МТ-ЛБ, по состоянию на 2016 год
- Польша
- США — 17 единиц МТ-ЛБ поставлены из ФРГ в 1991 году. Не стоят на вооружении
- Чехословакия
- Швеция — 137 Pbv.401A, из них 56 Pbv.4020 по состоянию на 2010 год
- Эритрея — 10 МТ-ЛБ, оценивающихся как небоеспособные, по состоянию на 2024 год[29]

## Служба и боевое применение
1. Афганская война (1979—1989)[30];
2. «Чёрный январь» в Баку[31];
3. Вооружённый конфликт в Приднестровье. Некоторое количество МТ-ЛБ находится на вооружении Приднестровских вооружённых сил. Участвовали в марте 1992 года в боях. Применялись также и со стороны Молдовы. На некоторые машины были установлены ЗУ-23-2[32];
4. Первая чеченская война — активно использовался как российскими войсками, так и чеченцами в качестве БТР, БМП, импровизированной САУ, тягача, БРЭМ, санитарной машины, передвижного командного пункта и т. д. Активность использования МТ-ЛБ обуславливалась тем, что он долгое время относился к разряду автотехники и, следовательно, на него не распространялись ограничения по ДОВСЕ, а также лёгкостью в эксплуатации и доступностью топлива и запчастей[источник не указан 3631 день];
5. Вторая чеченская война — использовались российскими войсками. По состоянию на ноябрь 1999 года, в Чеченской Республике было сосредоточено 667 единиц МТ-ЛБ[33];
6. Война в Грузии (2008)[34];
7. Война на Донбассе[35];
8. Вторжение России на Украину[36]. По состоянию на 31 августа 2022 года, ВС РФ потеряли, как минимум, 185 МТ-ЛБ и 92 МТ-ЛБВМ[a][37].

## Изображения
- МТ-ЛБВМК
- Станция засечки ядерных взрывов К-612-О
- Лучник-Э
- Стрела-10
- РЛС СНАР-10М1
- СПТРК «Штурм-С»
- МТ-ЛБМ 6МБ
- Санитарный вариант
- МТ-ЛБ перед зданием УВВАКУ
- Импровизированная противокумулятивная решетка на МТ-ЛБ

## Видео
- МТ-ЛБР6 с боевым модулем «ЗТМ-1» на YouTube
- МТ-ЛБР7 с боевым модулем «Штурм» на YouTube
- САМЫЙ КРУТОЙ ВЕЗДЕХОД!!! (Russian rover) на YouTube[38]